# Megaselia crassitarsalis
Megaselia crassitarsalis är en tvåvingeart som beskrevs av Borgmeier 1931. Megaselia crassitarsalis ingår i släktet Megaselia och familjen puckelflugor. Inga underarter finns listade i Catalogue of Life.